# Giprus cartwrighti
Giprus cartwrighti är en insektsart som beskrevs av Paul W. Oman 1932. Giprus cartwrighti ingår i släktet Giprus och familjen dvärgstritar. Inga underarter finns listade i Catalogue of Life.